# Противотанково куче
Противотанковите кучета са кучета, обучавани да носят взривни вещества срещу танкове, бронирани коли и други военни цели. Такива се обучават интензивно от съветските и руските въоръжени сили между 1930 и 1996 г., а в периода 1941 – 1942 г. се използват срещу немски танкове в хода на Втората световна война. Макар първоначалната цел на обучението на кучетата е те да оставят бомбата и да се върнат, докато бомбата се детонира с часовников механизъм, тя се проваля и вместо това е заменена от детонация при досег, при което кучето загива. Американските военни сили обучават противотанкови кучета през 1943 г. за употреба срещу укрепени точки, но така и не ги мобилизира в бой.

## История
През 1924 г. Революционният военен съвет на Съветския съюз одобрява употребата на кучета за военни цели, което включва широк набор от задачи, сред които спасителни акции, доставка на принадлежности за първа помощ, комуникация, търсене на мини и хора, помощ в боя, транспорт на храна, лекарства и ранени войници на шейни, както и унищожаване на вражески цели. За целта е основано специализирано училище за обучение на кучета в Московска област. Скоро след това са отворени още три регионални училища за обучение на противотанкови кучета.
Червената армия не разполага със специални дресьори на кучета и затова набира ловци, полицаи и дори циркаджии. В проекта са включени и няколко водещи животински учени, за да се организира широкомащабната обучителна програма. Немската овчарка е предпочитаната порода кучета за програмата, поради физическите им способности и лекотата на обучение, но други породи също са използвани. Идеята за използване на кучета като подвижни мини е разработена през 1930-те години. През 1935 г. формирования от противотанкови кучета официално са включени в състава на Червената армия.

## Обучение
Първоначалната идея е кучето да носи бомба, прикрепена към тялото му, и да достигне дадена неподвижна мишена. Тогава кучето трябва да освободи бомбата, като издърпа със зъбите си саморазвиващ се колан, и да се върне при оператора. Тогава бомбата може да бъде взривена или чрез таймер, или с дистанционно управление, макар последното да е твърде рядко и скъпо по това време. Група кучета практикуват това упражнение в продължение на шест месеца, но докладите показват, че нито едно куче не успява да овладее задачата. Те се представят добре на една-единствена мишена, но се объркват, когато целта или местоположението се променят, и често се връщат при оператора с бомбата си, която в реална ситуация би убила както кучето, така и оператора.
Постоянните неуспехи довеждат до опростяване на целта. Бомбата се закрепя върху кучето и се взривява при контакт с целта, убивайки животното. Докато в първата програма, кучето се обучава да локализира определена цел, тази задача е опростена така, че да включва намирането на противников танк. Кучетата се обучават като се държат гладни, а храната им се поставя под танкова. Танковете първо се оставят неподвижни, а след това двигателите им са включвани, което допълнително е съчетавано със спорадични изстрели и други разсейвания, свързани с реални военни действия. Тази рутина има за цел да научи кучетата да тичат под танковете в бойни ситуации. Освен това те са научни как да захождат към танковете – отзад, а не отпред, така че да избегнат стрелбата на танка.
Всяко куче е снабдено с 10-12-килограмова мина, носена в два платнени джоба, натъкмявани индивидуално за всяко куче. Мината има предпазител, който се измъква точно преди кучето да се впусне в действие. Мините нямат обозначения и не са проектирани да бъдат обезвреждани. Дървен лост стърчи от джоба на 20 cm височина. Когато кучето се пъха под танка, лостът се удря в долната част на танка и детонира заряда. Тъй като долната част на шасито се счита за най-уязвимата част на танка, целта е била взривът да извади танка от строя.

## Употреба от Съветския съюз
Използването на противотанкови кучета е въведено през 1941 и 1942 г., когато Червената армия полага всячески усилия да спре напредването на Германия на Източния фронт през Втората световна война. През този период училищата за обучение на кучета са насочени предимно към производството на противотанкови кучета. Около 40 000 кучета са мобилизирани за различни задачи в Червената армия.
Първата група противотанкови кучета пристига на фронтовата линия към края на лятото на 1941 г. и включва 30 кучета и 40 дресьори. Разполагането им разкрива някои сериозни проблеми. За да се пестят гориво и боеприпаси, кучетата са обучени с танкове, които стоят неподвижни и не стрелят с оръдията си. На бойното поле кучетата отказват да се пъхнат под движещи се танкове. Някои упорити кучета бягат близо до танковете, чакайки ги да спрат, но са застрелвани в процеса. Изстрелите от танковете уплашват много от кучетата. Те се връщат обратно в окопите и често взривяват мините си, след като скочат, убивайки съветски войници. За да се предотврати това, кучетата, които се връщат, се налага да бъдат застрелвани, често от техните дресьори. Това кара дресьорите да не желаят да работят с нови кучета. Някои от тях казват, че армията не е спряла да жертва хора във войната, но сега продължава да убива и кучета. Онези, които открито критикуват програмата, се оказват преследвани от „специалните отдели“ (военно контраразузнаване). От първата група с 30 кучета, едва четири успяват да взривят бомбите си в близост до немските танкове, като нанасят неизвестно количество щети. Шест избухват след завръщането си в съветските окопи, убивайки и ранявайки войници. Три кучета са застреляни от германски войници и отведени, въпреки яростните опити на съветската армия да предотврати това, тъй като би дало издало на врага детонационния механизъм. Заловен германски офицер по-късно съобщава, че е научил за дизайна на противотанковите кучета от убити животни и е смятал програмата за отчаяна и неефективна. Германска пропагандна кампания се опитва да опозори Червената армия, като заявява, че съветските войници отказват да се бият и вместо това изпращат кучета в боя.
По-късно е разкрита друга сериозна грешка в обучението. Съветските войски са използвали собствените си танкова с дизелови двигатели, вместо да обучават кучетата с немски танкове, които имат бензинови двигатели. Тъй като кучетата разчитат на острото си обоняние, те търсят познатите съветски танкове, вместо чуждите немски танкове. Това на практика означава, че съветските войници са обучили кучетата да саботират собствената им армия.
Ефективността на употребата на противотанкови кучета през Втората световна война все още не е напълно ясна. Съветските източници твърдят, че около 300 германски танка са били повредени от съветските противотанкови кучета. Това твърдение е поставяно под въпрос от руските историци като пропаганда, която се опитва да оправдае програмата за обучение на кучета. Все пак, съществуват документирани твърдения за индивидуалните успехи на програмата, като броят на повредените танкове обикновено е около една дузина. Например, във фронта на 160-а пехотна дивизия край Глухов, шест кучета повреждат пет германски танка. Близо до летището на Сталинград, противотанковите кучета унищожават 13 танка. В битката при Курск 16 кучета неутрализират 12 германски танка, които са преминали отвъд съветските отбранителни линии.
Германските сили знаят за съветските кучета от 1941 г. и предприемат защитни мерки срещу тях. Картечницата, монтирана отгоре на бронираното превозно средство, се оказа неефективна, поради относително малкия размер на нападателите, тъй като кучетата са твърде ниско до земята, и поради скоростта на кучетата и трудността да се забележат. Впоследствие всеки германски войник получава заповед да стреля по всяко куче на бойното поле.
След 1942 г. употребата на противотанкови кучета от Червената армия рязко спада, а обучителните центрове са преориентирани към обучението на кучета, търсещи мини и правещи доставки, които се оказват по-необходими. Обучението на противотанкови кучета, обаче, продължава и след края на войната, чак до юни 1996 г.

## Употреба от други държави
Императорската армия на Япония получава около 25 000 кучета от съюзническа Германия и организира няколко училища за обучение на кучета в Япония и едно в Нанкин, Китай. Някои кучета са обучавани за унищожителни мисии, но вместо към тях да се прикрепя експлозив, се закача количка. Мобилизирането има постига само ограничен успех, най-вече заради слабото обучение на животните. Към края на 1940-те години противотанкови кучета се използват и от силите на Виетмин в Индокитай.
През 1943 г. американските сили взимат предвид употребата на въоръжени кучета срещу укрепления. Целта е кучето да се приближи до бункер, носейки бомба, която след това да бъде взривена чрез таймер. Кучетата в тази тайна програма са обучавани във Форт Белвар. Кучетата, наричани „вълци за разрушаване“, са научени да тичат до бункер, да влизат в него и да седят, докато чакат за симулирана експлозия. Всяко куче носи бомба, прикрепена към тялото му в платнени торбички, както и при руския метод. Програмата е прекратена на 17 декември 1943 г. от съображения за безопасност. По време на тренировките кучетата често се връщат към операторите си, без да влизат в бункера или без да чакат там за предполагаемия период от време, което би довело до приятелски жертви в реална ситуация. Пораждат се опасения, че в истинска битка кучетата ще продължат да се връщат много по-често, уплашени от вражеския огън. Опитите за продължаване на програмата през 1944 г. и 1945 г. се провалят.
Уилям Престре, швейцарски гражданин, живеещ в Санта Фе, Ню Мексико, предлага да се използват големи кучета за убиване на японски войници. Той убеждава военните да наемат цял остров в река Мисисипи, където да създадат съоръжения за обучение. Там армията се надява да обучи до два милиона кучета. Идеята е да се започнат десанти на островите с десантни лодки, които да пуснат хиляди кучета срещу японските защитници, след което американските войски да започнат настъпление, докато японските защитници бягат в объркване. Един от най-големите проблеми, с който се сблъскват, е да накарат японски войници да обучават кучетата, тъй като много малко японски войници са заловени. В крайна сметка, японско-американски войници се включват доброволно в обучителната програма. Най-големият проблем се оказват кучетата, тъй като те или са твърде послушни, или не реагират на обучението за бягане по плажове, или се уплашват от артилерийски огън. След като са похарчени милиони долари, програмата накрая е изоставена.
През 2005 г. бунтовници се опитват да използват куче, снабдено с бомба, по време на войната в Ирак. Кучето е взривено, без да нанесе щети. По-често се използват магарета, тъй като са по-надеждни. Магаретата по принцип се товарят с чували, като по този начин могат да носят голям взривен заряд, без да изглеждат подозрителни. Този метод не е нов, а се използва още при т. нар. Магарешки атентати от ВМОРО.